# 大村美根子
大村 美根子（おおむら みねこ、1947年 - 2005年1月 ）は、日本の翻訳家。札幌市生まれ。東京女子大学英米文学科中退。
浅倉久志が中心となって、翻訳家の交流会「エイト・ダイナーズ」が、小尾芙佐、深町眞理子、大村美根子、山田順子、佐藤高子、鎌田三平、白石朗というメンバーで行われていた。

## 訳書

### 単訳
- 『セーラの結婚』（ジュディス・バーンリイ、早川書房、ハヤカワ文庫NV） 1980.11
- 『スタージョンは健在なり』（シオドア・スタージョン、サンリオ、サンリオSF文庫） 1983.1
のち改題『時間のかかる彫刻』（東京創元社、創元SF文庫） 2004.12
- 『戦士のレクイエム』（イヴリン・アンソニー、角川書店） 1985.10
- 『サソリ沼の迷路』（S.ジャクソン、社会思想社、現代教養文庫、アドベンチャーゲームブック、ファイティングファンタジー8） 1986.2
- 『ナイルの宝石 』（ジョーン・ワイルダー、角川書店、角川文庫） 1986.4
- 『七人のおば』（パット・マガー、東京創元社、創元推理文庫） 1986.8
- 『オズの魔法使い』（フランク=ボーム、偕成社、偕成社文庫） 1986.11
- 『シーザーの埋葬』（レックス・スタウト、光文社、光文社文庫） 1987.11、のち新装版 2004.3
- 『死との抱擁』（バーバラ・ヴァイン、角川書店、角川文庫） 1988.8
- 『運命の倒置法』（バーバラ・ヴァイン、角川書店、角川文庫） 1991.5
- 『チェシャ猫は見ていた』（マーシャ・マラー、徳間書店、徳間文庫、「シャロン・マコーン」シリーズ2） 1991.10
- 『惨劇の記憶』上・下（エドワード・スチュアート、新潮社、新潮文庫） 1993.12

### 共訳
- 『シャーロック・ホームズ全集 別巻』（パシフィカ） 1980
  - 復刊『シャーロック・ホームズ事典』（ジャック・トレイシー、各務三郎監訳、風見潤、日暮雅通共訳、すずさわ書店） 2000
- 『シャーロック=ホームズ全集10』（コナン=ドイル、偕成社） 1982
- 『シャーロック=ホームズ全集8』（コナン=ドイル、偕成社） 1983
- 『ショウほど素敵な犯罪はない アメリカ探偵作家クラブ傑作選11』（メアリ・ヒギンズ・クラーク編、共訳、早川書房、ハヤカワ・ミステリ文庫） 1989
- 『風に吹かれて』（パトリシア・ハイスミス、小尾芙佐ほか共訳、扶桑社、扶桑社ミステリー） 1992
- 『ヴァンパイアの塔』（ディクスン・カー、高見浩、深町眞理子共訳、東京創元社、創元推理文庫、カー短編全集6） 1998